# 59239 Alhazen
59239 Alhazen è un asteroide della fascia principale. Scoperto nel 1999, presenta un'orbita caratterizzata da un semiasse maggiore pari a 2,2522399 UA e da un'eccentricità di 0,2091196, inclinata di 7,14396° rispetto all'eclittica.
L'asteroide è dedicato al matematico, fisico ed astronomo arabo Alhazen.